# TCR Italy Touring Car Championship
Il TCR Italy Touring Car Championship, precedentemente noto come Campionato Italiano Turismo Endurance, è un campionato automobilistico di vetture derivate dalla serie, che si disputa in Italia, organizzato dalla ACI/CSAI. Il campionato nato nel 2008 in collaborazione con il Gruppo Peroni raccoglie l'eredità del Campionato Italiano Velocità Turismo (CIVT) e Superproduzione.

## Storia
Il campionato è riservato a vetture derivate dalla produzione di serie, ma profondamente elaborate per la corsa su pista. Inizialmente viene suddiviso in due grandi categorie, Benzina fino a 4000 cm³ e Diesel fino a 3500 cm³, comprendenti auto sia di classe S2000 che 24H Special.
Nel 2009 viene maggiormente suddivisa la serie, ponendo una 1ª divisione dai 2001 cm³ ai 4000 cm³, benzina e diesel, e una seconda divisione che prevede vetture fino a 2000 cm³.
A partire dal 2011 la suddivisione è invece in 3 classi: la prima chiamata "Super Touring" con le vetture 24H Special (fino a 4000 cm³), e vetture Super Production (cioè con motori di serie) da 3601 cm³ a 6500 cm³, la seconda chiamata "Super Production" composta da vetture con motori turbo fino a 2600 cm³ e aspirati fino a 3600 cm³, ed una terza "Super 2000" con vetture S2000.
Dal 2013 restano le categorie "Super Production" e "Super 2000", abbandonando così la classe "Super Touring".
Nel 2015 le due categorie vengono rinominate in "Prima Divisione", rappresentante la precedente classe Super Production, e "Seconda Divisione", ancora per la classe Super 2000, si va inoltre ad aggiungere un'ulteriore categoria basata sul regolamento della neonata TCR che va a costituire il "TCR Italian Series".
Dalla stagione 2016 Il campionato cambia ulteriormente le sue due classi. La massima serie rappresentata esclusivamente dalla categoria TCR, mentre la seconda classe prende il nome di TCS per vetture di stretta derivazione dalla serie e motorizzazioni da 1.400 a 2.000 cm³.

## Albo d'oro
| Anno | Classifica assoluta | Auto                | Divisione benzina                  | Auto                | Divisione diesel                  | Auto                | -                               | -                       |
| ---- | ------------------- | ------------------- | ---------------------------------- | ------------------- | --------------------------------- | ------------------- | ------------------------------- | ----------------------- |
| 2008 | -                   | -                   | Luca Cappellari                    | BMW M3 (E92)        | Vito De Pasquale Gianfranco Villa | SEAT Toledo         | -                               | -                       |
| Anno | Classifica assoluta | Auto                | Divisione 1 benzina                | Auto                | Divisione 1 diesel                | Auto                | Divisione 2                     | Auto                    |
| 2009 | -                   | -                   | Roberto Colciago                   | SEAT León Supercopa | Valentina Albanese                | SEAT León Supercopa | Marco Baroncini Giorgio Vinella | BMW 320i (E36)          |
| 2010 | -                   | -                   | Paolo Meloni                       | BMW M3 (E92)        | Carlo Mursia                      | Alfa Romeo 156      | Stefano Valli                   | BMW 320i (E46)          |
| Anno | Classifica assoluta | Auto                | Super Touring                      | Auto                | Super Production                  | Auto                | Super 2000                      | Auto                    |
| 2011 | -                   | -                   | Piero Necchi                       | BMW M3 (E92)        | Giancarlo Busnelli                | SEAT León Supercopa | Mariano Bellin                  | BMW 320i (E46)          |
| 2012 | -                   | -                   | Andrea Bacci                       | BMW M3 (E92)        | Giancarlo Busnelli                | SEAT León Supercopa | Istvan Minach                   | Renault Clio Cup        |
| Anno | Classifica assoluta | Auto                | Super Production                   | Auto                | Super 2000                        | Auto                | -                               | -                       |
| 2013 | -                   | -                   | Giancarlo Busnelli                 | SEAT León Supercopa | Filippo Maria Zanin Massimo Zanin | BMW 320i (E46)      | -                               | -                       |
| 2014 | -                   | -                   | Paolo Meloni Massimiliano Tresoldi | BMW M3 (E46)        | Filippo Maria Zanin               | BMW 320i (E46)      | -                               | -                       |
| Anno | Classifica assoluta | Auto                | Prima Divisione                    | Auto                | TCR                               | Auto                | Seconda Divisione               | Auto                    |
| 2015 | Valentina Albanese  | SEAT León Cup Racer | Paolo Meloni Massimiliano Tresoldi | BMW M3 (E46)        | Valentina Albanese                | SEAT León Cup Racer | Filippo Maria Zanin             | BMW 320i (E46)          |
| Anno | Classifica assoluta | Auto                | TCR                                | Auto                | TCS                               | Auto                | TCT                             | Auto                    |
| 2016 | Roberto Colciago    | Honda Civic TCR     | Roberto Colciago                   | Honda Civic TCR     | Alberto Bassi                     | SEAT León ST Cupra  | Andrea Bacci                    | Alfa Romeo Giulietta QV |
| 2017 | Nicola Baldan       | SEAT León TCR       | Nicola Baldan                      | SEAT León TCR       | -                                 | -                   | Raimondo Ricci                  | Peugeot 308 Racing Cup  |
| 2018 | Salvatore Tavano    | Cupra TCR           | Salvatore Tavano                   | Cupra TCR           | -                                 | -                   | -                               | -                       |
| 2019 | Salvatore Tavano    | Cupra TCR           | Salvatore Tavano                   | Cupra TCR           | -                                 | -                   | -                               | -                       |
| 2020 | Eric Brigliadori    | AUDI RS3 TCR        | Eric Brigliadori                   | AUDI RS3 TCR        | -                                 | -                   | -                               | -                       |
| 2021 | Antti Buri          | Hyundai i30N TCR    | Antti Buri                         | Hyundai i30N TCR    | -                                 | -                   | -                               | -                       |
| 2022 | Niels Langeveld     | Hyundai i30N TCR    | Niels Langeveld                    | Hyundai i30N TCR    | -                                 | -                   | -                               | -                       |

## Copertura televisiva
Il campionato viene trasmesso dal canale satellitare e digitale terrestre Nuvolari, e sulla WebTv SportubeTv, nonché sul canale YouTube e sulla pagina Facebook del campionato.